# Land of Broken Hearts
Land Of Broken Hearts é o primeiro álbum de estúdio da banda dinamarquesa Royal Hunt, lançado em 1992.

## Faixas
As faixas presentes no relançamento em 1999 são as mesmas versões do "The Maxi EP".
- Todas as letras/músicas escritas por André Andersen.

1. "Running Wild" – 5:08
2. "Easy Rider" – 4:59
3. "Flight" – 4:00
4. "Age Gone Wild" – 4:32
5. "Martial Arts" (Instrumental) – 1:52
6. "One by One" – 4:34
7. "Heart of the City" – 3:43
8. "Land of Broken Hearts" – 4:41
9. "Freeway Jam" (Instrumental) – 1:32
10. "Kingdom Dark" – 4:28
11. "Stranded" – 4:41  (Faixa bonus versão japonesa)
12. "Day In Day Out" – 3:22  (Faixa bônus versão japonesa)
13. "Stranded" (Versão Acústica) - (Faixa presente no relançamento do album em 1999)
14. "Land Of Broken Hearts" (Versão Acústica) - (Faixa presente no relançamento do album em 1999)
15. "Age Gone Wild" (Versão Acústica) - (Faixa presente no relançamento do album em 1999)

## Formação
- André Andersen - teclados, guitarras
- Henrik Brockmann - vocais, backing vocais
- Steen Mogensen - baixo
- Kenneth Olsen - bateria

com
- Jacob Kjaer - guitarra solo
- Mac Gaunaa - guitarra solo
- Henrik Johanessen - guitarra em "Day In Day Out"
- Maria McTurk, Maria Nørfelt, Carsten Olsen - backing vocais

## Produção
- Mixagem por Peter Brander e Royal Hunt no Media Sound Productions
- Gravado no Mirand Studio, Copenhagen. "Stranded" e "Day In And Day Out" gravadas no Sterling Sound, Nova Iorque.
- Masterizado no Sweet Silence Studios
- Logo e direção de arte por Peter Brander